# Tézié
Tézié est une localité de l'ouest de la Côte d'Ivoire et appartenant au département d'Issia, dans la Région du Haut-Sassandra. La localité de Tézié est un chef-lieu de commune.